# Метрополитен на Отава
Метрополитенът на Отава е метросистемата в град Отава (провинция Онтарио), столицата на Канада.
Днешната линия върви в посока север-юг от Бейвю до Грийнбъро, приблизително на 8 км един от друг. Линията е изцяло отделена от пътното движение, но се споделя с други влакове. След работните часове линията е използвана рядко от Железниците на Отава за превози за Националния съвет за изследване.